# Религия в Израиле
Религия в Израиле не отделена от государства. Ряд вопросов гражданского статуса, в частности, брака решается в рамках религиозных общин.
Государство Израиль было основано, в первую очередь, в качестве «национального очага» для всего еврейского народа и определяется в Декларации независимости как «еврейское государство». Закон о возвращении Государства Израиль даёт право всем евреям, детям евреев и внукам евреев получить гражданство Израиля. При этом право репатриации в Израиле не распространяется на галахических евреев, принявших иную религию, кроме иудаизма.
В то же время Израиль — демократическое государство, где, наряду с евреями, равные юридические права имеют и все прочие религиозные и этнические группы: арабы-мусульмане, арабы-христиане, армяне, друзы, бедуины, самаритяне и др.

## Государственно-правовое регулирование и роль религии в системе права Израиля
В Израиле формально нет государственной религии, но религия и не отделена от государства. Статус иудаизма в Государстве Израиль не получил законодательного оформления из-за разногласий в обществе по вопросу об отношении религии к государству и её роли в обществе. Тем не менее большинство населения поддерживает сохранение в той или иной форме специфически еврейского характера израильской государственности и общества.
Специалисты сходятся во мнении, что Израиль, с одной стороны, не является теократическим государством, но, с другой стороны, он также не является страной, где религия отделена от государства. Часть исследователей склонна видеть «нечто вроде официальной религии» (имея в виду иудаизм) и некое подобие официальной религиозной организации в лице ортодоксального раввината. Другая часть, наоборот, оспаривает эту точку зрения, утверждая, что, поскольку государство не обязывает граждан соблюдать религиозные нормы, а министерство по делам религий курирует все конфессии, говорить о наличии в стране официальной религии оснований нет.
Свобода вероисповедания в Израиле гарантируется Декларацией Независимости. Однако полного отделения государства от религии нет, так как в сфере семейного права и некоторых других областях действует религиозное право, закреплённое в законах, принятых Кнессетом.
Ни одна из религий в Израиле не имеет преимущественного статуса. Отсутствие отделения религии от государства унаследовано правовой системой от системы права британского мандата и следует британской традиции.
Так, сфера семейного права (браки, разводы и связанные с ними вопросы) находятся в юрисдикции религиозных судов в соответствии с правом эпохи мандата. Согласно 9-му пункту Мандата Лиги Наций Великобритании: «Должны полностью гарантироваться уважение персонального статуса различных народов и общин и их религиозных интересов». По законам, принятым Кнессетом, полномочия по вопросам личного статуса граждан Израиля зависят от их религиозной принадлежности. Принятый в 1953 году «Закон о полномочиях раввинских судов» устанавливает, что вопросы браков и разводов евреев в Израиле будут в исключительных судебных полномочиях раввинских судов, при этом «бракосочетания и разводы евреев в Израиле будут проводиться по законам Торы».
Сходным образом имеют полномочия в вопросах семейного права мусульманский, христианский и друзский религиозные суды.
Вместе с тем признаются заключённые гражданами Израиля за границей браки, вне зависимости от конфессиональной принадлежности.
Как следствие, в Израиле не закреплена гражданская процедуры заключения браков, и из-за запретов, вытекающих из религиозного законодательства, право граждан Израиля на заключение брака ограничено. В Израиле невозможно заключение брака, если его не признает одна из четырёх основных конфессий; в частности, невозможно заключение брака между представителями разных конфессиональных групп. Единственное исключение введено с 2010 года, когда понятие гражданского брака было закреплено законом для брака между лицами, не относящихся к традиционным для Израиля конфессиям.
Значительные группы граждан не имеют возможности заключить брак в Израиле. В частности, многие репатрианты из стран бывшего СССР, не являющиеся евреями по Галахе, могут заключить брак в Израиле, только если они перейдут в еврейство, пройдя гиюр, либо официально примут иную религию. Такое положение дел является нарушением свободы совести и вероисповедания.
В то же время ограничения на возможность заключить брак фактически не зависят от отношения к религии. Так, неверующие и не соблюдающие заповеди евреи по Галахе могут заключить брак по еврейскому религиозному закону.
По мнению российских исследователей конституционного права, «пока все вопросы, связанные с регистрацией актов гражданского состояния, находятся в ведении судов религиозных общин, проявление дискриминации на религиозной почве неизбежно. Наличие системы религиозных судов и отсутствие института гражданского брака способствуют сохранению в израильском обществе различных этнических и конфессиональных групп, полное равенство которых перед законом обеспечить практически невозможно».
Существуют постановления Верховного суда Израиля, критикующие отдельные аспекты религиозного брачно-семейного права, поскольку он считает эти его нормы нарушающими права человека.
Согласно Закону о регистре населения 1965 года, в удостоверение личности заносились сведения о вероисповедании и национальности.
Начиная с 2002 года в удостоверениях личности национальность и религиозная принадлежность не указываются. Это изменение было сделано непосредственно после того, как Верховный Суд Израиля постановил записывать евреями в удостоверение личности лиц, прошедших консервативный и реформистский гиюр (ранее таким правом обладали только люди, прошедшие ортодоксальный гиюр). Это вызвало протест религиозных партий, которые не признают консервативный и реформистский гиюр. В результате депутатом от партии Авода Аврумом Бургом было предложено компромиссное решение удалить графу «национальность» из удостоверения личности вообще. Тем не менее, во внутренних реестрах израильского МВД национальность каждого гражданина по-прежнему указывается.
На 2009 год у граждан — евреев по Галахе, в отличие от остального населения, во внутреннем паспорте указана дата рождения по еврейскому календарю. В результате каждый человек, просматривающий паспорт, может определить, является ли гражданин евреем по Галахе или нет[уточнить].
Согласно К. Светловой, до недавнего времени репатрианты еврейского происхождения, скрывшие при получении гражданства факт их принадлежности к другой религии, либо перешедшие в христианство после получения гражданства, лишались израильского гражданства. Согласно социологу А. Синельникову, лишение гражданства еврея, крестившегося уже в Израиле, невозможно[уточнить].
С основанием Израиля для обеспечения религиозных нужд населения и контроля над деятельностью религиозных учреждений было создано Министерство по делам религий. Под юрисдикцией религиозных судов (иудейских, мусульманских, друзских и христианских) находятся акты гражданского состояния (вопросы семейного права, а также погребение). В юрисдикцию раввинских судов входит также утверждение гиюра. Существуют вопросы, которые могут быть рассмотрены религиозным судом по обоюдному согласию сторон. Религиозные суды, однако, подпадают под юрисдикцию Высшего суда справедливости Израиля (ивр. בית משפט גבוה לצדק‎, БАГАЦ).
Еврейскими общинно-религиозными учреждениями руководит Верховный раввинат, являющийся одновременно верховным апелляционным раввинским судом. В городах действуют городские раввинаты. В середине 1980-х гг. в Израиле насчитывалось около 450 раввинов, состоящих на жалованье государства, муниципалитетов и поселковых советов. Около ста даянов заседают в 24 раввинских судах, действующих в десяти городах Израиля. При муниципалитетах и поселковых советах действуют религиозные советы. В функции религиозных советов входит: устройство и содержание микве, оказание материальной помощи в учреждении и содержании синагог, контроль над кашрутом в скотобойнях и мясных лавках, ресторанах, гостиницах и т. п., а также за деятельностью похоронных обществ (Хевра кадиша) и т. п.
Существенная особенность правовой системы государства — включение в неё элементов еврейского религиозного права (Галахи), хотя израильское право ни в какой мере не тождественно религиозному праву. Когда суду необходимо принять решение по какому-либо вопросу, в первую очередь поиск решения ведётся среди законов государства Израиль, затем среди законов Британского мандата, и в следующую очередь, — среди еврейских первоисточников (Талмуд, Галаха и т. д.). Профессор М. Н. Марченко полагает: «Иудейское право зачастую рассматривается не просто как обычная составная часть, а как подсистема израильского семейного, а также всего израильского права. Причём не только и даже не столько как органически связанная и взаимодействующая с ней, сколько как весьма противоречивая, а нередко — противодействующая ей и конфликтующая с ней система».

## Статистические данные
Распределение по религиям на 2016 год
 Светские иудеи (40 %) Иудеи–масортим (23 %) Иудеи–сионисты (10 %) Иудеи–харедим (8 %) Мусульмане (14 %) Христиане (2 %) Друзы (2 %) Другие и неклассифицированные (1 %)
Согласно информации на 2016 год, 81 % израильтян являлись иудеями, 14 % — мусульманами, 2 % — христианами, 2 % — друзами, и оставшиеся 1 % (главным образом лица еврейского происхождения, но не являющиеся евреями по материнской линии) не были отнесены ни к какой конфессии.
Среди еврейского населения Израиля (5,49 млн.) 25 % определяют себя как ортодоксальные иудеи (из них 8 % определяют себя как харедим), а 17 % как религиозные сионисты (близко к понятию «модерн ортодокс» в диаспоре), около 55 % соблюдают заповеди иудаизма частично («масортим») и 20 % считают себя совсем нерелигиозными.
Мусульмане являются наиболее многочисленным религиозным меньшинством в Израиле. Израильские арабы, которые составляют 19,8 % населения страны, в большинстве своём исповедуют ислам (82,6 %), 8,8 % из них являются христианами и 8,4 % друзами.
Представители других религиозных групп, включая буддистов и индуистов, также присутствуют в Израиле, хотя и в небольшом количестве.

### Христиане
По сообщению Центрального статистического бюро Израиля, к концу 2012 года в Израиле постоянно проживали 154 500 христиан, составляющих 2 % всего населения страны (без учёта иностранных рабочих, исповедующих христианство). 80,4 % израильских христиан — арабы, а остальные — члены семей репатриантов, прибывших в Израиль в рамках Закона о возвращении, и их дети, родившиеся уже в Израиле.
Католики (90 тыс.) представляют крупнейшее направление христианства в Израиле. При этом около половины израильских католиков принадлежат к Мелькитской католической церкви.
Немало в стране протестантов (30 тыс.). Крупнейшими протестантскими конфессиями являются мессианские евреи (9-12 тыс.), пятидесятники (9 тыс.), баптисты (3 тыс.).
Прихожанами Православных и Древневосточных православных церквей являются 30 тыс. верующих. Большинство из них принадлежит к Иерусалимской православной церкви. Русская православная церковь насчитывает 2 тыс. верующих, однако их статус как членов религиозной общины не определён государством.

## Святые места
Земля Израиля является средоточием святых и памятных мест иудаизма и христианства.
Иерусалим занимает особое место в сердцах иудеев, мусульман и христиан. Здесь располагаются главные святыни иудаизма — Стена плача и Храмовая гора; христианства — Храм Гроба Господня; ислама — Купол Скалы и мечеть Аль-Акса.
Другие места важных религиозных событий, находящиеся на территории Израиля:
- Святые места иудаизма: Пещера Патриархов в Хевроне, где, по преданию, покоятся Авраам, Сарра, Исаак, Ревекка, Иаков и Лия; Гробница Рахили в Вифлиеме, гробница Иосифа в Шхеме. На склоне горы Кармель находится пещера Илии; в Иерусалиме, по преданию, — гробница царя Давида на горе Сион, пещера, в которой захоронены члены Синедриона, а также могила Симона Праведного. На горе Мерон в Галилее находится гробница Рабби Шимона бар Иохая, ежегодно посещаемая в Лаг ба-Омер сотнями тысяч молящихся. В Тверии находятся гробницы раббана Иоханана бен Заккая, рабби Акивы, рабби Меира Ба’ал-ха-Нес, а также Маймонида. В Цфате похоронены великие каббалисты XVI века — Ари, р. Моше Кордоверо, р. Иосеф Каро и многие другие.
- Святые места христианства: место рождения Иисуса в Вифлееме, Капернаум, Назарет, гора Фавор и многие другие.

- Административный центр бахаистов и Гробница Баба находятся в Хайфе, а основатель религии похоронен в Акко. Однако, кроме штата служащих, у бахаи нет общины в Израиле, хотя он и является местом их паломничества. Это связано с тем, что бахаисты не проповедуют своё учение в Израиле или израильтянам за границей, если у них есть намерение вернуться в страну. Тем не менее, члены общины из администрации бахаи отвечают на вопросы, но без стимулирования интереса к религии. Книги по учению бахаи доступны в библиотеках Израиля[25].

## Межрелигиозные организации
В 2001 году в Израиле учреждена межрелигиозная организация «Ассоциация межрелигиозного взаимодействия» чтобы способствовать диалогу между евреями, мусульманами, христианами, друзами и бахаи).